# Väderstads baptistförsamling
Väderstads baptistförsamling var en församling i Väderstad, Mjölby kommun, som bildades 1885. Församlingen uppgick 1988 i Väderstadortens ekumeniska församling.

## Historik
Väderstads baptistförsamling bildade 24 juni 1885. De första mötena hålls hemma hos personer. Den 13 april 1903 invigde församlingens sitt nya kapell. Den 1 februari 1988 slogs församlings samman med Kumla missionsförsamling och Gärdslätts missionsförsamling som bildade Väderstadortens ekumeniska församling.

## Predikanter
- 1906–1911 - Frans Axel Skeppstedt (född 1851).
- 1911–1917 - Karl Johan Stark (född 1872).[3]
- 1920–1921 - Arvid Emanuel Samuelsson (född 1886).
- 1922–1925 - Johannes Nathanael Cronsioe (född 1883).
- 1925–1930 - Birger Herbert Eurell (född 1888).[4]
- 1930–1934 - Fride Coman Odlander (född 1902).
- 1935–1939 - Sven Evert Lööw (född 1903).[5]
- 1939–1943 - Olov Lundberg (född 1911).[6]